# Aeropuerto de Alta
El Aeropuerto de Alta (en noruego: Alta lufthavn) (IATA: ALF, OACI: ENAT) es un aeródromo internacional situado en Alta, provincia de Finnmark, Noruega. Se ubica en Elvebakken, a unos 4 km (2,5 mi) al este del centro urbano, en la costa sur del fiordo Altafjord, junto a la desembocadura del río Altaelva. Es operado por la empresa estatal Avinor. En 2023, registró **329 197 pasajeros**, lo que lo consolida como el aeropuerto más concurrido de Finnmark  [oai_citation:0‡AirServiceOne](https://cdn.airserviceone.com/wp-content/uploads/2024/02/23110610/EATS-European-Airport-Traffic-Stats-2023-22-Feb-24.pdf?utm_source=chatgpt.com).

## Historia
La terminal civil abrió sus operaciones el **3 de mayo de 1963**, simultáneamente con los aeropuertos de Banak (Lakselv) y Høybuktmoen (Kirkenes)  [oai_citation:1‡Aeropuertos Worldwide](https://www.airports-worldwide.com/norway/alta_norway.php?utm_source=chatgpt.com) [oai_citation:2‡Wiki de Historia Militar](https://military-history.fandom.com/wiki/Alta_Airport?utm_source=chatgpt.com). Inicialmente, la línea era atendida por aviones **Convair CV-440 Metropolitan** de SAS; en 1969 llegaron los jets **Douglas DC-9**, y en 1986 los **McDonnell Douglas MD-80**  [oai_citation:3‡Aeropuertos Worldwide](https://www.airports-worldwide.com/norway/alta_norway.php?utm_source=chatgpt.com) [oai_citation:4‡Wiki de Historia Militar](https://military-history.fandom.com/wiki/Alta_Airport?utm_source=chatgpt.com). En 1990 se convirtió en **centro (hub)** de la recién creada SAS Commuter. Norwegian Air Shuttle comenzó sus operaciones en 2003, y en 2009 se inauguró la actual terminal  [oai_citation:5‡Wiki de Historia Militar](https://military-history.fandom.com/wiki/Alta_Airport?utm_source=chatgpt.com) [oai_citation:6‡Wikipedia](https://es.wikipedia.org/wiki/Aeropuerto_de_Alta?utm_source=chatgpt.com).

## Instalaciones
- Posee una única pista asfaltada **11/29** de **2 253 m** (7 392 ft) sin calle de rodaje. Ambos extremos están equipados con sistema **ILS Categoría I**  [oai_citation:7‡Wikipedia](https://en.wikipedia.org/wiki/Alta_Airport?utm_source=chatgpt.com) [oai_citation:8‡Wikipedia](https://es.wikipedia.org/wiki/Aeropuerto_de_Alta?utm_source=chatgpt.com).
- La terminal tiene una superficie aproximada de **5 000 m²**, adecuada para vuelos internacionales, con mostradores, control de seguridad, equipaje, y zonas comerciales  [oai_citation:9‡Wiki de Historia Militar](https://military-history.fandom.com/wiki/Alta_Airport?utm_source=chatgpt.com) [oai_citation:10‡Wikipedia](https://es.wikipedia.org/wiki/Aeropuerto_de_Alta?utm_source=chatgpt.com).

## Aerolíneas y destinos

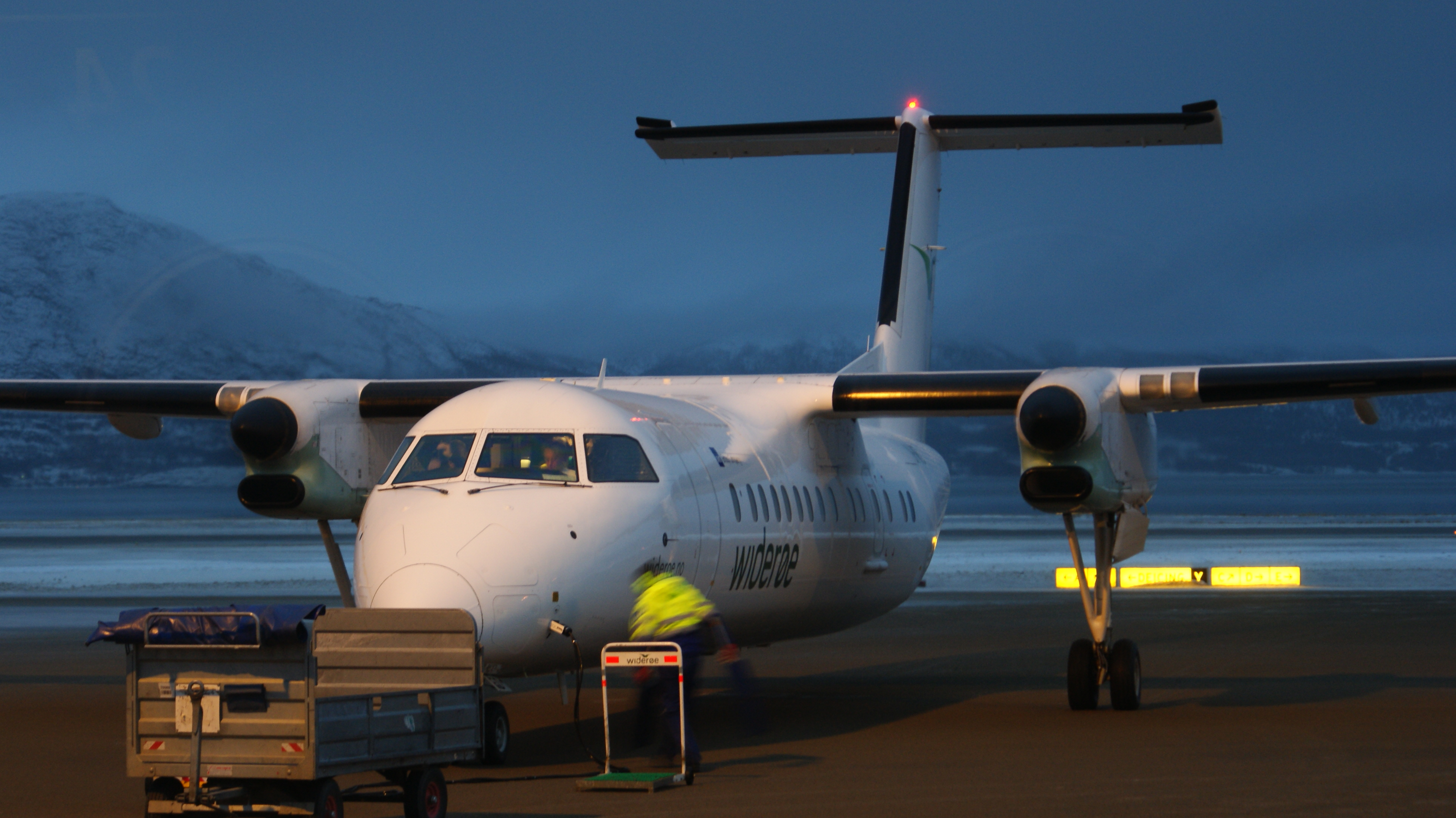
Bombardier Dash 8 de Widerøe al mediodía durante la noche polar

Opera con las siguientes aerolíneas:
- Scandinavian Airlines (SAS) y Norwegian Air Shuttle conectan Alta con **Tromsø** y **Oslo**.
- Widerøe realiza vuelos a aeropuertos regionales dentro de Finnmark (por ejemplo, Vadsø, Båtsfjord, Mehamn, Kirkenes), alimentando los vuelos principales  [oai_citation:11‡Wiki de Historia Militar](https://military-history.fandom.com/wiki/Alta_Airport?utm_source=chatgpt.com) [oai_citation:12‡Tripomatic](https://tripomatic.com/en/poi/alta-airport-poi%3A51258?utm_source=chatgpt.com) [oai_citation:13‡Wikipedia](https://es.wikipedia.org/wiki/Aeropuerto_de_Alta?utm_source=chatgpt.com).
- Adicionalmente, hay vuelos chárter internacionales en temporada alta.

## Tráfico aéreo
En 2014, el aeropuerto registró **368 393 pasajeros**, destacándose como el más transitado en Finnmark  [oai_citation:14‡Wikipedia](https://en.wikipedia.org/wiki/Alta_Airport?utm_source=chatgpt.com) [oai_citation:15‡Tripomatic](https://tripomatic.com/en/poi/alta-airport-poi%3A51258?utm_source=chatgpt.com). Según el reporte de tráfico europeo 2023, el total fue de **329 197**, representando un ligero descenso respecto al año anterior  [oai_citation:16‡AirServiceOne](https://cdn.airserviceone.com/wp-content/uploads/2024/02/23110610/EATS-European-Airport-Traffic-Stats-2023-22-Feb-24.pdf?utm_source=chatgpt.com).

## Accesos
- Se ubica a aproximadamente **4 km del centro de Alta**  [oai_citation:17‡Wikipedia](https://en.wikipedia.org/wiki/Alta_Airport?utm_source=chatgpt.com) [oai_citation:18‡Tripomatic](https://tripomatic.com/en/poi/alta-airport-poi%3A51258?utm_source=chatgpt.com).
- **Transporte terrestre**: disponible vía carretera, con servicios de autobús, taxis y alquiler de vehículos (según la web oficial de Avinor)  [oai_citation:19‡avinor.no](https://avinor.no/en/airport/alta-airport/?utm_source=chatgpt.com).

## Instalaciones
Operado por la empresa estatal Avinor, tiene una única pista de aterrizaje alineada 11-29 —aproximadamente este-oeste— sin pista de rodaje. Ambos sentidos están equipados con un ILS de categoría I. El edificio de la terminal tiene 5000 m², capacidad suficiente para vuelos internacionales.

## Aerolíneas y destinos
| Aerolíneas            | Destinos                                                                                |
| --------------------- | --------------------------------------------------------------------------------------- |
| Aegean Airlines       | Chárter: La Canea                                                                       |
| Balkan Holidays       | Chárter: Burgas                                                                         |
| Corendon Airlines     | Chárter: Bodø, Milas-Bodrum                                                             |
| Norwegian Air Shuttle | Oslo-Gardermoen Estacional: Tromsø                                                      |
| Scandinavian Airlines | Oslo-Gardermoen, Tromsø                                                                 |
| Widerøe               | Båtsfjord, Hammerfest, Honningsvåg, Kirkenes, Lakselv, Mehamn, Sørkjosen, Tromsø, Vadsø |

- Datos: Q1430778
- Multimedia: Alta Airport / Q1430778